# ZBTB8OS
ZBTB8OS (англ. Zinc finger and BTB domain containing 8 opposite strand) – білок, який кодується однойменним геном, розташованим у людей на 1-й хромосомі. Довжина поліпептидного ланцюга білка становить 167 амінокислот, а молекулярна маса — 19 491.
| 10         |  | 20         |  | 30         |  | 40         |  | 50         |
| ---------- |  | ---------- |  | ---------- |  | ---------- |  | ---------- |
| MAQEEEDVRD |  | YNLTEEQKAI |  | KAKYPPVNRK |  | YEYLDHTADV |  | QLHAWGDTLE |
| EAFEQCAMAM |  | FGYMTDTGTV |  | EPLQTVEVET |  | QGDDLQSLLF |  | HFLDEWLYKF |
| SADEFFIPRE |  | VKVLSIDQRN |  | FKLRSIGWGE |  | EFSLSKHPQG |  | TEVKAITYSA |
| MQVYNEENPE |  | VFVIIDI    |  |            |  |            |  |            |

A: Аланін

C: Цистеїн

D: Аспарагінова кислота

E: Глутамінова кислота

F: Фенілаланін

G: Гліцин

H: Гістидин

I: Ізолейцин

K: Лізин

L: Лейцин

M: Метіонін

N: Аспарагін

P: Пролін

Q: Глутамін

R: Аргінін

S: Серин

T: Треонін

V: Валін

W: Триптофан

Задіяний у таких біологічних процесах, як процесинг тРНК, ацетилювання, альтернативний сплайсинг. 
Білок має сайт для зв'язування з іонами металів, іоном кальцію. 